# الیزابت اسکایلر همیلتون
الیزابت اسکایلر همیلتون (انگلیسی: Elizabeth Schuyler Hamilton; ‎/ˈskaɪlər/‎; ۹ اوت ۱۷۵۷ – ۹ نوامبر ۱۸۵۴), ) خیر نیکوکار و فرد شناخته شده اجتماعی اهل ایالات متحده آمریکا بود. وی همسر الکساندر همیلتون از بنیان‌گذاران ایالات متحده آمریکا نیز بوده است.